# Лехтовирта, Калеви
Калеви Вальдемар Ле́хтовирта (фин. Kalevi Valdemar Lehtovirta, 20/02/1928—10.01.2016) — финский футболист и футбольный тренер. Лехтовирта стал одним из первых финских игроков, ставших профессионалом за границей. Его обычно квалифицировали как технически подкованного игрока, игравшего в позиции оттянутого форварда.